# Club des Belugas
A Club des Belugas 2002-ben alapított német nu-jazz és lounge formáció. Az évek során 17 albumuk és közel 40 E.P. és single kiadványuk jelent meg, felvételeik rendszeresen feltűnnek világcégek reklámaiban.

## Az együttes története
Az együttest 2002-ben, Wuppertalban alapította Maxim Illion és Kitty the Bill. A cél egy olyan zenei stílus kialakítása volt, mely egyesíti a modern lounge zenét és a nu-jazz stílust, de felvételeikben megtalálható a latin zene, az ötvenes-hatvanas évek afro-amerikai soul hangzása, a szwing, az electro-swing és az electronica behatása is, zenéjük ezáltal modern, bárki számára élvezhető, tempósabb felvételeik táncolhatók is. 
A formáció magja a két alapító, studióalbumaikat 12 tagú zenekarral készítik saját tulajdonú két zenestúdiójukban. A felvételeik egy része instrumentális, az énekhangot rendszeresen visszatérő vendégművészek adják. Egyes felvételeikhez sample-ket is felhasználnak. Az egyedi stílusú, az ötvenes évekre emlékeztető lemezborítók Kitty the Bill munkái. Az élő koncerteket többnyire hat vagy kilenc fős összeállításban, egy énekessel tartják.  
Még az alapítás évében megjelent első albumuk, a Caviar at 3 a.m, ezt követte 2003-ban a Minority Tunes. Erről az albumról két dal, a Hip Hip Chin Chin és a Gadda Rio felkerült a német klublista top-10-be. 2006-ban jelent meg az Aprocoo Soul Dean Martin Mambo Italiano dalának az első, hivatalosan is engedélyezett remix változtatával. 
A 13.-ik stúdióalbum 2024 novemberében jelenik meg.
Az évek során közel 300 koncertet tartottak, hosszú turnén vettek részt Kínában. Noha zenéjük messze áll a „mainstream“ stílusoktól, négymilliós nagyságrendű hanghordozót adtak el, felvételeik 1900 körüli válogatáson, valamint tévéshow-műsorokban és reklámokban is szerepelnek. Több alkalommal felléptek Magyarországon is.

## Alapítók
- Maxim Illion (Martin Kratzenstein) -  alapító, vezető, producer, szerző, billenyűsök, basszusgitár, programozás
- Kitty the Bill - alapító, producer, szerző, programozás, lemezborítók

## Közreműködő és vendégénekesek
- Anna-Luca
- Brenda Boykin
- Iain Mackenzie
- Ester Rada
- Harcsa Veronika
- Maya Fadeeva
- Héléne Vogelsinger
- Lene Riebau
- Ferank Manseed
- Jen Kearney
- Jean Honeymoon
- Dean Bowman
- Ashley Slater
- Antoine Villoutreix
- Alice Francis
- Anne Schnell
- Bajka

## Albumok
- 2002 – Caviar at 3 a.m.
- 2003 – Minority tunes
- 2006 – Apricoo Soul
- 2008 – SWOP
- 2009 – Zoo Zizaro
- 2010 – Live
- 2012 – Forward
- 2013 - The Chinchin Sessions
- 2014 – Fishing for Zebras
- 2016 – Nine
- 2018 – Club des Belugas & Thomas Siffling – Ragbag
- 2019 – Strange Things Beyond The Sunny Side
- 2021 – That's My Style
- 2021 – How to Avoid Difficult Situations
- 2022 - Best
- 2024 - Remix Album
- 2025 - Album 13
- 2025 - Covers